# Alchemilla basaltica
Alchemilla basaltica är en rosväxtart som beskrevs av Robert Buser. Alchemilla basaltica ingår i släktet daggkåpor, och familjen rosväxter. Inga underarter finns listade i Catalogue of Life.